# Narada Michael Walden
Narada Michael Walden, född 23 april 1952 i Kalamazoo i Michigan, är en amerikansk trumslagare, sångare och skivproducent. Han var medlem i det inflytelserika jazzrockbandet Mahavishnu Orchestra samt i Weather Report 1975. Efter detta hade han en solokarriär och blev också en framgångsrik producent.
Som soloartist är hans största framgång i Sverige "Gimme, Gimme, Gimme" som blev etta på Trackslistan och sjöngs tillsammans med Patti Austin. Men det är som producent han nått sina stora framgångar. Bland artister som fått hits producerade av honom märks Aretha Franklin, Stacy Lattisaw, George Michael, Whitney Houston, Mariah Carey, Gladys Knight, Jermaine Stewart och Starship.
Den 23 maj 2020 presenterades Walden som ny trummis i Journey.